# Ride a Cock Horse
Albums de Queen Adreena
Live At The ICA
(2005) Djin
(2008)
Ride a Cock Horse  est une compilation de démos du groupe Queen Adreena sortie en octobre 2007. Ce disque contient des enregistrements de 1999 faisant office de démo pour le premier album du groupe, Taxidermy. Le disque est sorti en indépendant, la vente se faisant sur le myspace du groupe ou aux concerts.

## Liste des morceaux
1. "Bridgit" – 3:45
2. "I Adore You" – 3:21
3. "Falling Star" – 2:30
4. "Where Me And The Vultures Live" – 1:43
5. "Gopee Snowpea" – 2:53
6. "Soda Dreamer" – 3:42
7. "Spider Spider" – 3:00
8. "Ride The Airwave" – 3:14
9. "Somewhere Upstairs" – 2:41
10. "Ladybird" – 3:08
11. "Swim Into Me" – 3:35
12. "Hotel Aftershow Part. 1" – 4:50
13. "Summer's Coming Summer's Gone" – 0:56
14. "Sleeping Pill (Part 2)" [Hidden Track] – 0:48

## Videos
1. "Birdnest Hair"
2. "In Red"
3. "Suck"
4. "Wolverines"

## Composition du groupe
- Katie Jane Garside - chant
- Crispin Gray - guitare
- Nomi Leonard - guitare basse
- Pete Howard - batterie